# 羅伯特·舒樂

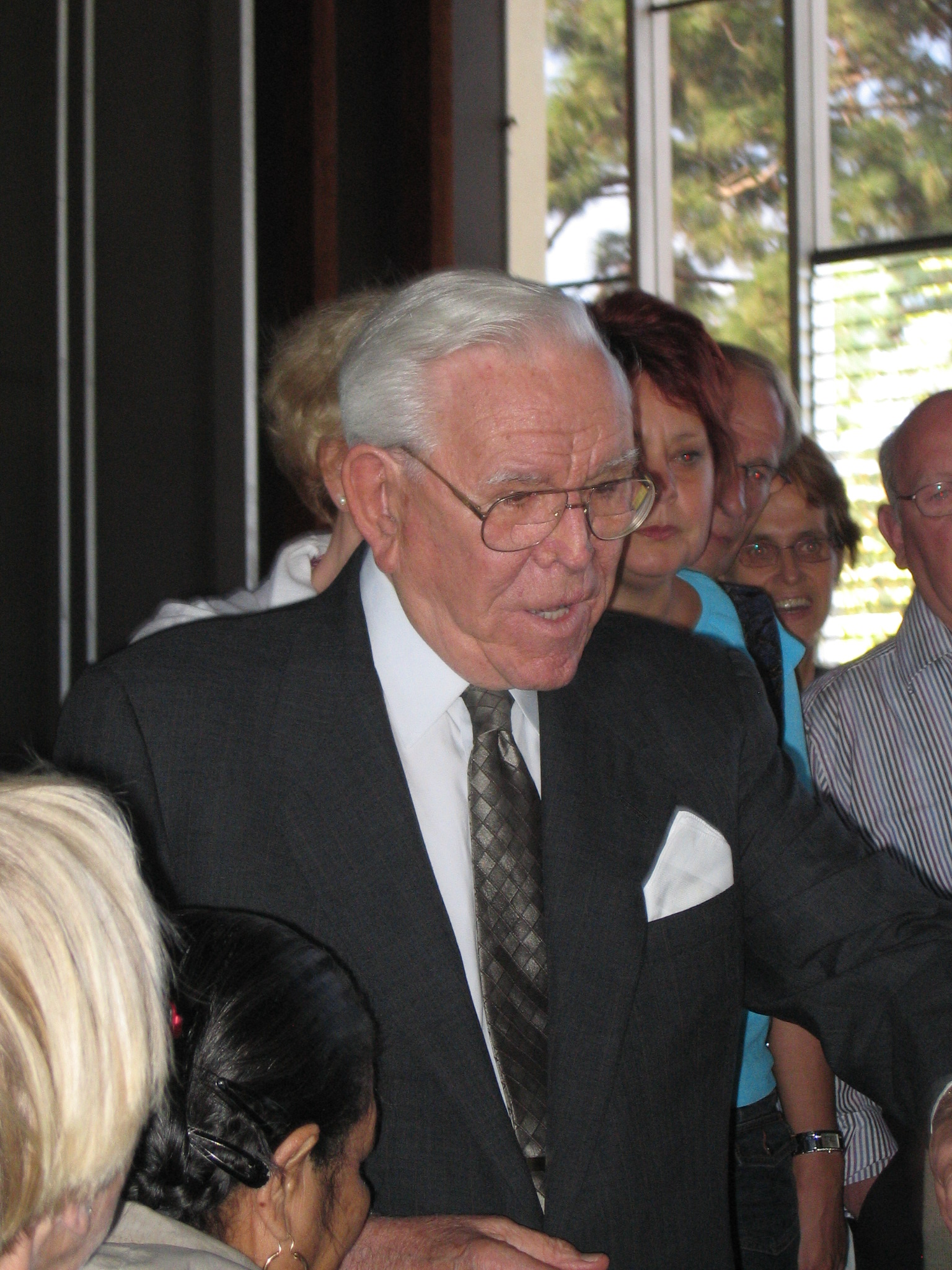
羅伯特·舒樂

（1926年9月16日—2015年4月2日），美國歸正會牧師，電視福音牧師，生于愛荷華州奧爾頓。他的著作《可能》，講述當年建造水晶大教堂的經過。

## 講道特點
舒樂牧師講道信息刻意避免譴責世人的罪，強調耶穌滿足人的需要。當人與上帝關係和諧之後，會在心田中種下正面信仰，減少犯罪。他認為罪是表現犯罪行為前的一種狀態。他鼓勵人們勇於夢想，藉相信神來實現夢想，成就非凡的基業。他提出「能夢想，就能成就」的標語。他是成功神学的倡導牧師。

## 退休
2006年1月22日，舒樂牧師宣佈退休由他長子羅伯特·安東尼·舒樂繼任資深主任牧師。2008年10月25日他宣佈取消羅伯特·安東尼·舒樂的資深主任牧師職務，因為他欠缺共同願景。2009年6月11日舒樂牧師宣佈由他的女兒希拉·舒樂·科爾曼（Sheila Schuller Coleman）擔任院牧師職務，負責水晶教堂事物，2010年7月份升任資深主任牧師職務至2012年辭任。

## 參看
- 水晶大教堂
- 成功神学
- 約爾·歐斯汀（Joel Osteen）